# Canton de Bonnétable
Le canton de Bonnétable est une circonscription électorale française située dans le département de la Sarthe et la région Pays de la Loire.

## Géographie
Ce canton est organisé autour de Bonnétable dans les arrondissements de Mamers et du Mans. Son altitude varie de 42 m (Neuville-sur-Sarthe) à 196 m (Nogent-le-Bernard).

## Représentation

### Conseillers d'arrondissement (de 1833 à 1940)
| Période                                  | Période | Identité                 | Étiquette | Qualité |
| ---------------------------------------- | ------- | ------------------------ | --------- | --- |
| 1833                                     |         | Louis Mouton (1786-1838) |           | Apothicaire, pharmacien, ancien adjoint au maire de Bonnétable                                              |
|                                          |         |                          |           | |
| 1919                                     | 1940    | Léon Doguet              | Rad.      | Rentier, conseiller municipal de Bonnétable                                                                 |
| 1940                                     |         |                          |           | Les conseils d'arrondissement ont été suspendus par la loi du 12 octobre 1940 et n'ont jamais été réactivés |
| Les données manquantes sont à compléter. |         |                          |           | |

### Conseillers généraux de 1833 à 2015
| Période | Période          | Identité                                | Étiquette                                 | Qualité |
| ------- | ---------------- | --------------------------------------- | ----------------------------------------- | --- |
| 1833    | 1835 (démission) | M. Durand                               |                                           | Propriétaire à Bonnétable |
| 1835    | 1839 (décès)     | Edme Letrone                            | Tiers parti                               | Notaire, conseiller municipal de Bonnétable, député (mars à novembre 1839) |
| 1839    | 1848             | Joseph Ambroise Lorette (1810-1874)     | Républicain indépendant                   | Propriétaire, maire de Bonnétable, représentant du peuple (1848-1849) |
| 1848    | 1852             | Louis Eugène Girard                     | Républicain                               | Maire de Bonnétable |
| 1852    | 1861             | Jacques Langlais                        | Majorité dynastique                       | Avocat, membre du Conseil d'État, député (1848-1851, 1852-1857) |
| 1861    | 1871             | Sosthène de la Rochefoucauld            | Conservateur légitimiste                  | Duc de Doudeauville, duc de Bisaccia Propriétaire à Bonnétable |
| 1871    | 1877             | Louis Eugène Girard                     | Républicain                               | Maire de Bonnétable |
| 1877    | 1908 (décès)     | Sosthène de la Rochefoucauld            | Conservateur légitimiste puis monarchiste | Duc de Doudeauville, duc de Bisaccia Propriétaire à Bonnétable, député (1871-1898), ambassadeur (1873-1874), président du Jockey Club de Paris (1884-1908), président du conseil général |
| 1908    | 1912 (démission) | François Louis Gasnier                  | Républicain                               | Industriel à Bonnétable |
| 1912    | 1940             | Vicomte Armand de La Rochefoucauld (no) | Monarchiste puis URD                      | Duc de Doudeauville Maire de Bonnétable, nommé conseiller départemental en 1943 |
|         |                  |                                         |                                           | |
| 1945    | 1951             | Alexandre Guy                           | DVD                                       | Maire de Nogent-le-Bernard |
| 1951    | 1973 (décès)     | Albert Dhénin                           | Rad.-Soc.ind.                             | Maire de Rouperroux-le-Coquet |
| 1973    | 1982             | Marcel Vigneron                         | DVG puis DVD                              | Directeur de collège Maire de Bonnétable (1971-1983) |
| 1982    | 1988             | André Boyer                             | DVD                                       | Médecin, maire de Bonnétable (1983-1989) |
| 1988    | 1994             | Abraham Cimerman                        | PS                                        | Avocat à Paris |
| 1994    | 2001             | Maurice Bâcle                           | DVD                                       | Clerc de notaire retraité Maire de Bonnétable (1989-1995) |
| 2001    | 2008             | Yvon Marzin                             | DVG                                       | Directeur d'école retraité Maire de Bonnétable (1995-2001) |
| 2008    | 2014 (démission) | Jean-Pierre Vogel                       | UMP                                       | Expert-comptable, maire de Beaufay (1995-2014), maire de Bonnétable (2014-2017), président de la CdC Maine 301, sénateur depuis 2014                                                     |
| 2014    | 2015             | Claudine Cormier                        | UMP                                       | Éleveur de chevaux à Bonnétable |

Le canton participe à l'élection du député de la cinquième circonscription de la Sarthe.

### Conseillers départementaux à partir de 2015
| Période élective | Période élective | Mandat | Mandat   | Identité          | Nuance | Nuance | Qualité |
| ---------------- | ---------------- | ------ | -------- | ----------------- | ------ | ------ | --- |
| 2015             | 2021             | 2015   | 2021     | Véronique Cantin  |        | DVD    | Maire de Neuville-sur-Sarthe, présidente de la communauté de communes Maine Cœur de Sarthe (2017-2020), 9e vice-présidente du conseil départemental |
| 2015             | 2021             | 2015   | 2021     | Thierry Lemonnier |        | DVD    | Cadre d'assurance, adjoint au maire de Bonnétable                                                                                                   |
| 2021             | 2028             | 2021   | en cours | Véronique Cantin  |        | DVD    | Conseillère sortante, suppléante du député Jean-Carles Grelier, 3e vice-présidente du conseil départemental                                         |
| 2021             | 2028             | 2021   | en cours | Thierry Lemonnier |        | DVD    | Conseiller sortant |

### Résultats détaillés

#### Élections de mars 2015
À l'issue du 1er tour des élections départementales de 2015, trois binômes sont en ballottage : Véronique Cantin et Thierry Lemonnier (DVD, 38,77 %), Agnès Besnard et Yannick Rebre (PS, 26,26 %) et Didier Breton et Marie-Claude Deotto (FN, 26,24 %). Le taux de participation est de 51,63 % (11 523 votants sur 22 319 inscrits) contre 49,74 % au niveau départemental et 50,17 % au niveau national.
Au second tour, Véronique Cantin et Thierry Lemonnier (DVD) sont élus avec 43,12 % des suffrages exprimés et un taux de participation de 54,34 % (5 011 voix pour 12 127 votants et 22 318 inscrits).

#### Élections de juin 2021
Le premier tour des élections départementales de 2021 est marqué par un très faible taux de participation (33,26 % au niveau national). Dans le canton de Bonnétable, ce taux de participation est de 30,63 % (6 993 votants sur 22 828 inscrits) contre 29,78 % au niveau départemental. À l'issue de ce premier tour, deux binômes sont en ballottage : Véronique Cantin et Thierry Lemonnier (DVD, 53,79 %) et Fabienne Pautonnier et Charles Zimmer (PS, 17,84 %).
Le second tour des élections est marqué une nouvelle fois par une abstention massive équivalente au premier tour. Les taux de participation sont de 34,36 % au niveau national, 30,67 % dans le département et 31,35 % dans le canton de Bonnétable. Véronique Cantin et Thierry Lemonnier (DVD) sont élus avec 74,37 % des suffrages exprimés (4 988 voix pour 7 159 votants et 22 836 inscrits),,.

## Composition

### Composition avant 2015

Situation du canton dans l'arrondissement de Mamers.

Le canton de Bonnétable regroupait huit communes.
| Nom                    | Code Insee | Codepostal | Superficie (km2) | Population (dernière pop. légale) | Densité (hab./km2) |
| ---------------------- | ---------- | ---------- | ---------------- | --------------------------------- | ------------------ |
| Bonnétable (chef-lieu) | 72039      | 72110      | 40,08            | 3 950 (2012)                      | 99                 |
| Briosne-lès-Sables     | 72048      | 72110      | 9,85             | 537 (2012)                        | 55                 |
| Courcival              | 72102      | 72110      | 8,94             | 88 (2012)                         | 9,8                |
| Jauzé                  | 72148      | 72110      | 5,68             | 91 (2012)                         | 16                 |
| Nogent-le-Bernard      | 72220      | 72110      | 30,26            | 937 (2012)                        | 31                 |
| Rouperroux-le-Coquet   | 72259      | 72110      | 12,07            | 313 (2012)                        | 26                 |
| Saint-Georges-du-Rosay | 72281      | 72110      | 17,31            | 428 (2012)                        | 25                 |
| Terrehault             | 72352      | 72110      | 5,73             | 135 (2012)                        | 24                 |

À la suite du redécoupage des cantons pour 2015, toutes les communes sont à nouveau rattachées au canton de Bonnétable auquel s'ajoutent les treize communes du canton de Ballon, deux communes du canton du Mans-Nord-Campagne et une du canton du Mans-Nord-Ouest.

#### Anciennes communes
Les anciennes communes suivantes étaient incluses dans le canton de Bonnétable :
- Sables, absorbée en 1964 par Briosne. La commune prend alors le nom de Briosne-lès-Sables.
- Aulaines, absorbée en 1965 par Bonnétable.

### Composition depuis 2015
Après le redécoupage de 2014, le canton comptait vingt-quatre communes entières.
À la suite de la création de la commune nouvelle de Ballon-Saint Mars au 1er janvier 2016, par regroupement entre Ballon et Saint-Mars-sous-Ballon, le canton comprend désormais vingt-trois communes entières.
| Nom                                | Code Insee | Intercommunalité        | Superficie (km2) | Population (dernière pop. légale) | Densité (hab./km2) | Modifier                                    |
| ---------------------------------- | ---------- | ----------------------- | ---------------- | --------------------------------- | ------------------ | ------------------------------------------- |
| Bonnétable (bureau centralisateur) | 72039      | CC Maine Saosnois       | 40,08            | 3 721 (2022)                      | 93                 | modifier les données · modifier les données |
| Ballon-Saint Mars                  | 72023      | CC Maine Cœur de Sarthe | 31,61            | 2 270 (2022)                      | 72                 | modifier les données · modifier les données |
| La Bazoge                          | 72024      | CC Maine Cœur de Sarthe | 22,87            | 3 748 (2022)                      | 164                | modifier les données · modifier les données |
| Beaufay                            | 72026      | CC Maine Saosnois       | 23,87            | 1 523 (2022)                      | 64                 | modifier les données · modifier les données |
| Briosne-lès-Sables                 | 72048      | CC Maine Saosnois       | 9,85             | 537 (2022)                        | 55                 | modifier les données · modifier les données |
| Courcebœufs                        | 72099      | CC Maine Cœur de Sarthe | 16,83            | 641 (2022)                        | 38                 | modifier les données · modifier les données |
| Courcemont                         | 72101      | CC Maine Saosnois       | 19,26            | 670 (2022)                        | 35                 | modifier les données · modifier les données |
| Courcival                          | 72102      | CC Maine Saosnois       | 8,94             | 83 (2022)                         | 9,3                | modifier les données · modifier les données |
| La Guierche                        | 72147      | CC Maine Cœur de Sarthe | 7,88             | 1 285 (2022)                      | 163                | modifier les données · modifier les données |
| Jauzé                              | 72148      | CC Maine Saosnois       | 5,68             | 80 (2022)                         | 14                 | modifier les données · modifier les données |
| Joué-l'Abbé                        | 72150      | CC Maine Cœur de Sarthe | 10,39            | 1 275 (2022)                      | 123                | modifier les données · modifier les données |
| Montbizot                          | 72205      | CC Maine Cœur de Sarthe | 11,38            | 1 833 (2022)                      | 161                | modifier les données · modifier les données |
| Neuville-sur-Sarthe                | 72217      | CC Maine Cœur de Sarthe | 22,94            | 2 463 (2022)                      | 107                | modifier les données · modifier les données |
| Nogent-le-Bernard                  | 72220      | CC Maine Saosnois       | 30,26            | 876 (2022)                        | 29                 | modifier les données · modifier les données |
| Rouperroux-le-Coquet               | 72259      | CC Maine Saosnois       | 12,07            | 270 (2022)                        | 22                 | modifier les données · modifier les données |
| Saint-Georges-du-Rosay             | 72281      | CC Maine Saosnois       | 17,31            | 450 (2022)                        | 26                 | modifier les données · modifier les données |
| Saint-Jean-d'Assé                  | 72290      | CC Maine Cœur de Sarthe | 21,29            | 1 810 (2022)                      | 85                 | modifier les données · modifier les données |
| Saint-Pavace                       | 72310      | CC Maine Cœur de Sarthe | 5,16             | 2 002 (2022)                      | 388                | modifier les données · modifier les données |
| Sainte-Jamme-sur-Sarthe            | 72289      | CC Maine Cœur de Sarthe | 8,43             | 1 964 (2022)                      | 233                | modifier les données · modifier les données |
| Souillé                            | 72338      | CC Maine Cœur de Sarthe | 4,57             | 822 (2022)                        | 180                | modifier les données · modifier les données |
| Souligné-sous-Ballon               | 72340      | CC Maine Cœur de Sarthe | 12,76            | 1 237 (2022)                      | 97                 | modifier les données · modifier les données |
| Teillé                             | 72349      | CC Maine Cœur de Sarthe | 11,54            | 521 (2022)                        | 45                 | modifier les données · modifier les données |
| Terrehault                         | 72352      | CC Maine Saosnois       | 5,73             | 143 (2022)                        | 25                 | modifier les données · modifier les données |
| Canton de Bonnétable               | 7201       |                         | 360,70           | 30 224 (2022)                     | 84                 | modifier les données                        |

## Démographie

### Démographie avant 2015
| 1962  | 1968  | 1975  | 1982  | 1990  | 1999  | 2006  | 2011  | 2012  |
| ----- | ----- | ----- | ----- | ----- | ----- | ----- | ----- | ----- |
| 6 667 | 6 052 | 5 993 | 5 739 | 5 837 | 6 071 | 6 413 | 6 461 | 6 479 |

### Démographie depuis 2015
En 2022, le canton comptait 30 224 habitants, en évolution de +1,6 % par rapport à 2016 (Sarthe : −0,25 %, France hors Mayotte : +2,11 %).
| 2013   | 2018   | 2022   |
| ------ | ------ | ------ |
| 29 587 | 29 783 | 30 224 |